# Jerzy Engelking
Jerzy Bartłomiej Engelking (ur. 9 października 1962 w Sosnowcu) – polski prokurator, w latach 2006–2007 zastępca Prokuratora Generalnego RP.

## Życiorys
W 1981 wstąpił do Szkoły Oficerskiej Ludowego Wojska Polskiego w Poznaniu. Z armii odszedł po dwóch latach.
Przez kilka lat kierował Prokuraturą Rejonową w Sosnowcu, następnie pracował w katowickiej Prokuraturze Okręgowej w wydziale do walki z przestępczością zorganizowaną. Był także wiceszefem prokuratury w Krakowie.
Z powodzeniem prowadził śledztwa m.in. w sprawie zabójstwa policjantów z Czechowic-Dziedzic czy też korupcji w sądzie w Katowicach. Doprowadził także do rozbicia działających na Śląsku rezydentów gangu wołomińskiego. W grudniu 2005 przeniósł się do Prokuratury Krajowej, gdzie odpowiadał za systemy informatyczne.
13 stycznia 2006 został zastępcą Prokuratora Generalnego. Nominację na to stanowisko podpisał ówczesny premier Kazimierz Marcinkiewicz. Funkcję tę pełnił do 3 grudnia 2007. 1 kwietnia 2010 został powołany do pracy w nowo utworzonej Prokuraturze Generalnej.
W 2004 odznaczony Srebrnym, a w 2019 Złotym Krzyżem Zasługi.